# FeedBurner
FeedBurner és un gestor proveïdor d'agregador de notícies llançat el 2004. Va ser creat per Dick Costolo, Eric Lunt, Steve Olechowski, i Matt Shobe. Costolo és graduat en la Universitat de Michigan i executiu en cap de twitter de 2010 a 2015. Ofereix notícies en RSS i eines per a bloggers, podcasters, i altres editors de continguts en base web.

## Serveis
Els serveis proporcionats inclouen anàlisi de trànsit i un sistema opcional de publicitat. Tot i que inicialment no estava clar si la publicitat s'adaptava bé al format RSS, ara els autors opten per incloure publicitat en dos terços dels feeds de FeedBurner. Els usuaris poden esbrinar quantes persones s'han subscrit als seus feeds i amb quin servei o programa es van subscriure.
Els feeds publicats són modificats de diverses maneres, incloent enllaços automàtics a Digg i del.icio.us, i "entroncant" la informació de múltiples feeds. FeedBurner és un servei típic Web 2.0, proporcionant interfície de programació d'aplicacions (API) en servei web per permetre que a d'altres programaris interactuar amb ell. Fins al 5 d'octubre de 2007, FeedBurner va acollir més d'un milió de feeds de 584,832 editors, incloent 142.534 feeds podcast i videocast.

## Història
El 3 de juny de 2007 va ser adquirit per Google Inc. per un preu, segons els rumors, de $100 milions. Un mes després, dos dels seus populars serveis "Pro" (MyBrand i TotalStats) van ser alliberats a tots els usuaris. El 26 de maig de 2011 Google va anunciar que l'API de FeedBurner restava en desús. Google va tancar les APIs el 20 d'octubre de 2012. Google va "retirar" AdSense for Feeds el 2 d'octubre de 2012 i la va tancar el 3 de desembre de 2012.

## Problemes tècnics
Un problema tècnic percebut freqüentment amb FeedBurner és la reducció del nombre d'abonats que informen dels blocs que utilitzen el servei. Això no és realment un problema tècnic amb FeedBurner, sinó pels lectors de feeds i agregadors que informen a FeedBurner, qui recull i recompta els usuaris de FeedBurner. Generalment aquest problema està relacionat amb un lector o client RSS específic. A l'abril de 2009, per exemple, FeedBurner tenia problemes i va informar als abonats que utilitzessin el servei de Google Feedfetcher.
Els usuaris habitutals del grup del fòrum d'ajut de Feedburner informaren de problemes de lliurament de feeds i Google no proporcionà cap ajuda per FeedBurner.